# Hiệp hội Trung tâm Các Thành phố Quốc tế
Hiệp hội Trung tâm Các Thành phố Quốc tế (International Downtown Association - IDA) là một tổ chức quốc tế dành riêng cho khu thương mại và trung tâm thành phố trên khắp thế giới. Tổ chức này nằm ở Washington D.C., Hoa Kỳ. Tổ chức được thành lập vào năm 2011.
Mục tiêu của tổ chức là tìm hiểu về cấu trúc đô thị của các điểm chính trong các thành phố và cơ cấu tổ chức của trung tâm kinh doanh chính và khu vực xung quanh để cung cấp các công cụ tốt hơn để cải thiện Giao thông, Du lịch, Và Kinh doanh ở các thành phố.
Tổ chức này hợp tác với các cơ sở giáo dục trên khắp Hoa Kỳ và trên khắp thế giới. Tổ chức này xuất bản một tạp chí hàng tháng về nghiên cứu về các trung tâm thành phố trên khắp Hoa Kỳ và tổ chức các hội nghị quốc tế về chủ đề này. Ngoài ra, tổ chức này còn kết hợp các tổ chức khác liên quan đến và liên quan đến các trung tâm thành phố trên toàn thế giới.